# Autostrada A31 (Holandia)
Autostrada A31 (nl. Rijksweg 31) – holenderska autostrada długości 66,9 km. Znajduje się w całości w prowincji Friesland. Rozpoczyna się na węźle Knooppunt Zurich z A7 łącząc autostradę z Leeuwarden, Drachten gdzie ponownie krzyżuje się z autostradą A7 (węzeł Knooppunt Drachten). Miejscami jest oznakowana jako droga ekspresowa N31 (nl. Autoweg 31).